# Kenne Hadlu, Chitradurga
Kenne Hadlu là một làng thuộc tehsil Chitradurga, huyện Chitradurga, bang Karnataka, Ấn Độ.